# آباد (تنگستان)
آباد، شهری است از توابع بخش مرکزی شهرستان تنگستان در استان بوشهر که در ۲۸ آذر ۱۳۹۱، ارتقاء یافت. 

## جمعیت
بر پایه سرشماری عمومی نفوس و مسکن در سال ۱۳۹۰ جمعیت این شهر ۳٬۵۰۳ نفر (در ۹۳۶ خانوار) بوده‌است.

## تاریخچه
در خصوص تاریخچه باستانی آباد بجز چند مکان مدفون اطلاع دیگری در دست نیست. مکانهایی که قدمت آباد در سلسله ساسانیان را تأیید می‌کند. شهری سرسبز که بر اثر سیل مدفون شده و خالی از سکنه می‌گردد. در اواخر سلسله زندیه افرادی از ایل زنگنه که به قصد کمک به لطفعلی خان زند و جمع‌آوری نیرو به دشتی و دشتستان آمدند و در محل شهر کنونی آباد سکنی گزیدند. پس از دستگیری لطفعلی خان توسط محمد خان قاجار و نابینا و کشته شدن او، فرستادگان وی در آباد مانده و نام گزفاق که نام محلی در کرمانشاه می‌باشد را بر آن نهادند. البته برخی منابع زنگنه های بوشهر را ذیل زنگنه های ایل بختیاری می شمارند.

## آثار باستانی

تل کوشک (بقایای شهر مدفون شده توز)

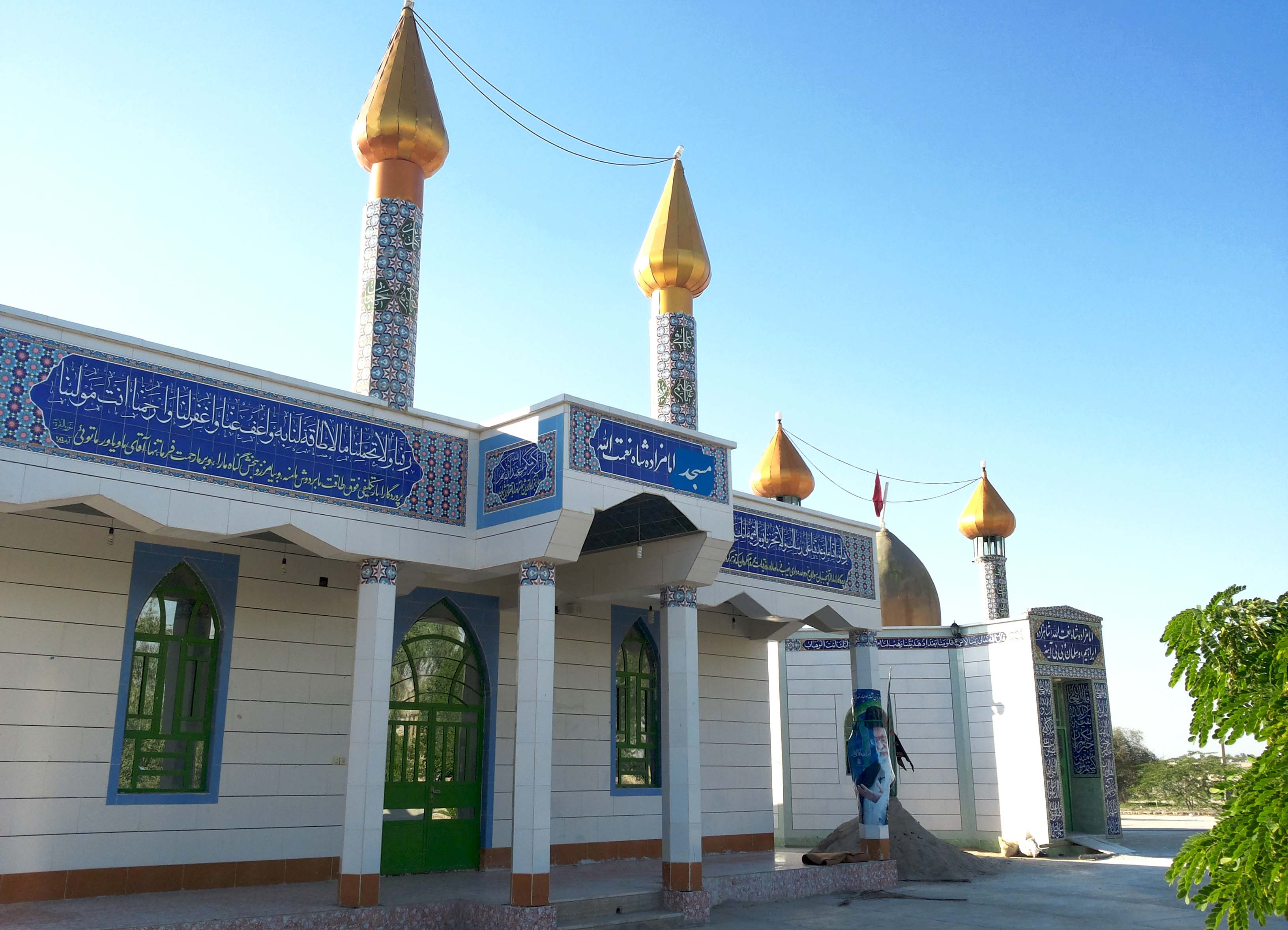
امامزاده شاه نعمت‌الله -آباد

در نزدیکی شهر تلی از خاک وجود دارد که در زیر آن کاخی مشهور به کوشک مربوط به دوره ساسانیان وجود دارد، ماهیت تپه کوشک هنگام تسطیج آن و هویدا شدن قسمتی از ساختمان مدفون در زیر تپه (برابر تصویر) کشف شد اما به دلیل عدم پیگیری مسئولان ذی‌ربط در خصوص ثبت این اثر تاریخی در فهرست آثار ملی و عدم ممانعت از تخریب آن متأسفانه مالک زمین در اواسط سال ۹۱ تل مذکور را با خاک یکسان کرد. از این رو قدمت تاریخی این شهر به پیش از میلاد مسیح برمی‌گردد و به عقیده عده‌ای شهر گمشده توز همین آباد می‌باشد. همچنین در بالاترین ارتفاعات کوه آباد واقع در ضلع شرقی شهر قلعه‌ای وجود دارد که به دوره نوسنگی یعنی حدود ۷۰۰۰ سال پیش برمی گردد که به علت صعب العبور بودن مسیر آن تاکنون در فهرست آثار ملی ثبت نشده‌است.

## بررسی‌های تاریخی
برابر نظریات یکی از مورخین که برای اولین بار نظریه مدفون شدن شهر قدیمی توز در زیر شهر کنونی آباد به علت سیل را مطرح کرد، تاریخ نگاران دیگر در صدد جستجو و کندوکاو در جهت یافتن مدارک و اثبات این قضیه برآمدند. وی در مقاله‌ای تحت عنوان (توز زنده است) به این موضوع پرداخته و در قسمتی از آن مقاله چنین نوشته‌است: «تطابق موقعیت طبیعی و جغرافیایی کنونی آباد با مکان توصیف شده شهر توز توسط مورخین قدیمی که شهر توز را بین کوهستان و تپه‌های ماهور وصف کرده‌اند، بطوریکه رودخانه‌ای از کنار آن می‌گذشته‌است؛ مورخین امروزی را به این یقین رسانده‌است که شهر گمشده توز که مکان دقیق آن تا به امروز نامشخص بوده و تمدن غنی آریایی در آن جای داشته، در حدود شهر آباد بوده‌است.» یاقوت حموی تاریخ‌دان و جغرافی شناس عرب زبان یونانی تبار قرن ششم هجری هنگام حمله مغول‌ها به ایران در راه فرار از خراسان به شام، مدتی را در شهر توز سکونت گزید، وی در آنجا از پارچه‌های توزی اطلاعاتی می‌دهد که دارای نکاتی تازه است «جامه‌هایی است نازک با بافت لطیف به غربال شباهت دارند اما دارای رنگ‌هایی زیبا و حاشیه دوزی طلا هستند. اهالی خراسان به خصوص به این جامه‌ها علاقه‌مند بودند و به همین علت مقدار زیادی از این جامه‌ها به آنجا صادر می‌شد.» اصطخری جغرافی دان و نقشه نگار بزرگ ایرانی قرن چهارم هجری نیز آورده است «توز شهری است بسیار گرم، در گودی جای دارد. خانه‌های آن از گل ساخته شده و شهر دارای نخل‌های فراوان است.» اصطخری از نظر وسعت آن را در ردیف شهر شاپور، اصطخر، کثه، جور و نوبندجان ذکر می‌کند.